# Astylosternus perreti
Astylosternus perreti – gatunek płaza bezogonowego z rodziny artroleptowatych (Arthroleptidae). Występuje w Afryce Zachodniej; jest zagrożonym wyginięciem endemitem Kamerunu.

## Występowanie
Jest to gatunek endemiczny, występuje w trzech obszarach zachodniego Kamerunu: na południowych stokach Mount Manengouba, gdzie jest nawet pospolity, na górach Mount Bana i Mount Nlonako oraz na wzgórzach Rumpi Hills.
Zamieszkuje wysokości 1200–1710 m n.p.m. Żyje w wodach płynących i w ich pobliżu w niżej położonych górskich lasach tropikalnych. Radzi sobie także w środowisku do pewnego stopnia zdegradowanym, ale zawsze wymaga obecności cieków wodnych. W dzień ma zwyczaj ukrywać się w norkach.

## Rozmnażanie
Potoki górskie.

## Status
W Czerwonej księdze gatunków zagrożonych IUCN płaz ten od 2004 roku klasyfikowany jest jako gatunek zagrożony (EN, ang. Endangered). Liczebność populacji prawdopodobnie maleje ze względu na utratę i degradację siedlisk.